# Gergovia
Gergovia, menzionata da Gaio Giulio Cesare nei propri Commentarii de Bello Gallico, era la capitale del popolo gallico degli Arverni. 

## Geografia
L'ubicazione della città è da sempre stata identificata con la zona dove si erge la montagna di Medogne, un plateau che si trova a circa sette chilometri a sud dell'attuale Clermont-Ferrand, sebbene ci sia però chi sostiene che l'oppidum di cui parlerebbe Cesare vada individuato nel massiccio delle Côtes, che si trova a nord di Clermont-Ferrand.

## Storia
Questo oppidum fu protagonista, nel 52 a.C., di uno scontro tra i galli ribelli di Vercingetorige e le Legioni di Cesare, che avevano posto l'assedio a questa fortezza. 
L'assedio di Gergovia finì male per i Romani e segnò la prima sconfitta di Cesare nel corso delle sue Campagne di conquista della Gallia, che subito dopo questo episodio apparvero in parte compromesse. Cesare riuscì in seguito a bloccare Vercingetorige con il suo esercito ad Alesia, dove sconfisse il capo gallico.
Quindi anche se Cesare non riuscì nella battaglia di Gergovia ad annientare la rivolta gallica, non si può parlare di vera e propria sconfitta, in quanto fu in parte una sua scelta quella di abbandonare l'assedio, dopo alcuni vani assalti alla città, inseguendo poi i galli fino ad Alesia, massima roccaforte dei Mandubi. 
Cesare infatti non riuscì ad ottenere una vittoria certa a causa dell'indisciplina di una legione che, invece di rientrare, avanzò fino alle mura della città, mettendosi essa stessa in serio pericolo.